# Курдская литература
Курдская литература (курд. Wêjeya Kurdî) ― памятники курдской письменности и сочинения на курдском языке.

## Исторический очерк
До XX века письменная курдская литература представлена в основном поэзией. Энциклопедия «Ираника» наиболее ранними курдскими поэтами считает Али Харири, Мелайе Джизри, Фекийе Тейрана, Мела Хусейна Батейи и Ахмада Хани.
Курды середины XX века пользовались развитыми языками Ближнего и Среднего Востока — арабским для сочинений по богословию и праву, фарси для исторических сочинений и турецким для поэзии.
Знаменитым турецким поэтом курдского происхождения является Фузули (XVI), курдская национальность которого оспаривалась турками.
Литературным языком курдов Средневековья был горани, служащий в роли лингва франка для курдов Ардалана, Бабана, Сорана и Лурестана. На горани существовала развитая письменность на основе арабицы, с помощью которой изложены знаменитые легенды Востока — «Хоршиди-Хавер», «Хосров и Ширин», «Лейла и Меджнун» и др.
Курды давно стали пользоваться и своим языком, и до нас дошли сведения о восьми поэтах, писавших с начала XI века и по конца XVIII века. Из их произведений издан в 1903 году одно из произведений Малаи Бате (XV) и в 1904 году сборник стихов шейха Ахмеда Малаи Джизри (XII).
Из старых поэтов наиболее известен Ахмед Хани (XVII), обработавший в стихах популярный эпос «Мам и Зин», напечатанный в Константинополе в 1920 году. Ряд поэтов XIX―XX веков упоминается в новейших курдских газетах, где приводятся образцы их поэзии. Под влиянием персидской поэзии курдские поэты применяют традиционные формы «газель» и «касыда».

## Курдская литература Турции
Одним из первых известных поэтов, писавших на курдском языке, был Али Харири (1425—1495 гг.). Первые литературные памятники курдского языка, написанные арабо-персидским алфавитом, датируются X-XI вв. Известны имена многочисленных курдских писателей и поэтов, таких как Малае Джизири (2-я половина XII в.), Факие Тайран (1302—1375), Ахмаде Хани (1591—1652), Исмаил Баязеди (1642—1709), Хана Кубади (ум. 1699), Нали (1797—1855), Партав Бек Хакари (род. 1808), Курди (1809—1849), Кадир Кой (1816—1899), Мир Шакар Али Динарванд (1825—1865), Абас Хан Азади (1858—1899), Абдул Бек Мисбах (ум. 1912) и многих других.
С 1970-х со стороны курдов в Турции были предприняты массовые усилия для публикации литературных работ на курдском языке. Количество произведений, написанных на курдском языке, в течение последних трёх десятилетий существенно увеличилось, особенно в Швеции и Германии — местах наибольшей концентрации курдских эмигрантов. В декабре 1990 президент Турции Т. Озал объявил легализацию курдского языка для внутреннего, и только внутреннего, использования. После того как турецкий парламент принял соответствующий закон, в феврале 1991 ряд турецких академиков выступил резко против него. Турецкое правительство разрешило издание курдских газет и журналов на том условии, что за курдоязычными СМИ велось негласное наблюдение. В 1990-х годах в Турции появилось больше двухсот литературных произведений на курдском языке.

## Издания
- Хани А. «Мам и Зин» / Критич. текст, пер., предисл. М. Б. Руденко. ― М., 1962.
- «Двенадцать всадников Маривана: Новеллы курдских писателей». ― М., 1968.
- Замбильфрош. «Курдская поэма и ее фольклорные версии» / Критич. текст, пер., прим., предисл., прил. Ж. С. Мусаэлян. ― М., 1983.
- Anthology of Gorani Kurdish poetry / Comp. by A. M. Mardoukh. ― L., 1998.